# Copa Africana de Naciones Femenina 2022
La Copa Africana de Naciones Femenina de 2022 (en inglés: Women's Africa Cup of Nations Morrocco 2022; en francés: Coupe d'Afrique des nations féminine 2022) fue la 12.ª edición, (14.ª edición si se incluyen los torneos sin anfitriones), organizado por la CAF para los equipos nacionales femeninos de África. El torneo se llevó a cabo en Marruecos entre el 2 y 23 de julio de 2022.
El torneo también funcionó como las clasificatorias africanas para la Copa Mundial Femenina de Fútbol de 2023. Los cuatro mejores equipos se clasificaron para la Copa del Mundo en Australia y Nueva Zelanda, y dos equipos más avanzaron a la repesca intercontinental.
La edición de 2020, que habría sido la primera en contar con doce equipos, fue cancelada debido a la pandemia de COVID-19. 
La selección de Sudáfrica logró su primer título en esta competición. 

## Formato de competición
El torneo consistirá en tres grupos de 4 equipos donde los 2 mejores de cada grupo y 2 mejores terceros avanzarán a la segunda ronda. Los ocho mejores equipos se medirán en encuentros de eliminación directa; cuartos de final, semifinales, partido por el 3.º lugar y final. 
- Los 4 ganadores de cuartos de final clasificarán a la Copa Mundial Femenina de Fútbol de 2023.
- Los 4 equipos que no lograron avanzar de cuartos de final disputarán la Repesca de la CAF, en donde los 2 ganadores clasificarán a la Repesca Intercontinental, en busca de un boleto a Australia/Nueva Zelanda 2023.

## Equipos participantes
En cursiva los equipos debutantes.
| Equipos participantes | Equipos participantes | Equipos participantes | Equipos participantes |
| --------------------- | --------------------- | --------------------- | --------------------- |
| Botsuana              | Camerún               | Senegal               | Túnez                 |
| Burkina Faso          | Marruecos             | Sudáfrica             | Uganda                |
| Burundi               | Nigeria               | Togo                  | Zambia                |

## Sorteo
El sorteo final se realizó el 29 de abril de 2022 las 20:30 h. GMT (±0) en Rabat.
Los doce equipos clasificados se dividirán en 3 grupos de 4 equipos cada uno. El anfitrión, Marruecos, fue asignado a la posición A1. Camerún (segundo mejor clasificado) y Nigeria (vigente campeón) fueron asignados a B1 y C1 respectivamente.
| Cabezas de serie                      | Bombo 1                                                                           |
| ------------------------------------- | --------------------------------------------------------------------------------- |
| Marruecos (Anfitrión) Camerún Nigeria | \| Togo Uganda Zambia Burundi Túnez \| Senegal Botsuana Burkina Faso Sudáfrica \| |
| Togo Uganda Zambia Burundi Túnez      | Senegal Botsuana Burkina Faso Sudáfrica                                           |

## Árbitras
La designación de árbitras fue publicada por la CAF el 17 de junio de 2022.
| Árbitras             | Árbitras             | Árbitras Asistentes    | Árbitras Asistentes |
| -------------------- | -------------------- | ---------------------- | ------------------- |
| Suavis Iratunga      | Antsino Twanyanyukwa | Asma Ouahab            | Soukaina Hamdi      |
| Zomadre Kore         | Ndidi Patience Madu  | Nafissatou Yekini      | Fatiha Jermoumi     |
| Shahenda El-Maghrabi | Salima Mukansanga    | Carine Atezambong      | Queency Victoire    |
| Letticia Viana       | Mame Faye            | Yara Abdelfattah       | Mariem Chedad       |
| Lidya Tafesse        | Akhona Makalima      | Mona Atallah           | Mimisen Iyorhe      |
| Bouchra Karboubi     | Vincentia Amedome    | Lidwine Rakotozafinoro | Kanjinga Mujanayi   |
| Maria Rivet          | Dorsaf Ganouati      | Bernadettar Kwimbira   | Afine Houda         |
| Aïssata Boudy Lam    | Shamira Nabadda      | Fanta Kone             | Diana Chikotesha    |

| Árbitros Asistentes de Vídeo |
| ---------------------------- |
| Lahlou Benbraham             |
| Ahmed El-Ghandour            |
| Ahmed Ibrahim                |
| Zakaria Brindisi             |
| Fatima El Ajjani             |
| Samir Guezzaz                |
| Ahmad Heerallal              |
| Haythem Guirat               |

Originalmente Fatima El Ajjani fue asignada únicamente como asistente de vídeo, sin embargo durante el torneo fue asignada como árbitra principal debido a una lesión de  Aïssata Boudy Lam.

## Sedes
3 estadios en 2 ciudades serán sedes del torneo.
| Estadio Mohammed V | Estadio Príncipe Heredero Moulay El Hassan        | Estadio Príncipe Moulay Abdellah                                |
| Capacidad: 45,000 | Capacidad: 12,000                                 | Capacidad: 52,000                                               |
| Estadio Mohammed V en Casablanca durante un encuentro de la African Champions League entre Wydad Casablanca y Horoya FC en 2018 | Vista desde el exterior del estadio Moulay Hassan | Interior del estadio Príncipe Heredero Moulay El Hassan en 2018 |

## Fase de grupos
El calendario de partidos fue confirmado el 29 de abril de 2022 por la CAF.
     – Clasificado directamente a Cuartos de Final

     – Clasificado a Cuartos de Final como uno de los mejores terceros.
- Todos los horarios corresponden a la hora local de Marruecos GMT (UTC±0).

### Grupo A
| Equipo       | Pts. | PJ | PG | PE | PP | GF | GC | Dif. |
| ------------ | ---- | -- | -- | -- | -- | -- | -- | ---- |
| Marruecos    | 9    | 3  | 3  | 0  | 0  | 5  | 1  | +4   |
| Senegal      | 6    | 3  | 2  | 0  | 1  | 3  | 1  | +2   |
| Burkina Faso | 1    | 3  | 0  | 1  | 2  | 2  | 4  | -2   |
| Uganda       | 1    | 3  | 0  | 1  | 2  | 3  | 7  | -4   |

| 2 de julio de 2022 | Marruecos   | 1:0 (1:0)                | Burkina Faso | Estadio Moulay Abdellah, Rabat |                            |
| 21:30 (UTC±0)      | Chebbak 29' | FIFA Reporte CAF Reporte |              | Árbitra: Salima Mukansanga     | Árbitra: Salima Mukansanga |

| 3 de julio de 2022 | Senegal                               | 2:0 (1:0)                | Uganda | Estadio Moulay Abdellah, Rabat |                          |
| 16:00 (UTC±0)      | - Diakhaté 39' (pen.) - N. Ndiaye 50' | FIFA Reporte CAF Reporte |        | Árbitra: Dorsaf Ganouati       | Árbitra: Dorsaf Ganouati |

| 5 de julio de 2022 | Burkina Faso | 0:1 (0:0)                | Senegal         | Estadio Moulay Abdellah, Rabat |                          |
| 18:00 (UTC±0)      |              | FIFA Reporte CAF Reporte | Fall 84' (pen.) | Árbitra: Suavis Iratunga       | Árbitra: Suavis Iratunga |

| 5 de julio de 2022 | Uganda          | 1:3 (1:1)                | Marruecos                                             | Estadio Moulay Abdellah, Rabat |                            |
| 21:00 (UTC±0)      | - Komuntale 32' | FIFA Reporte CAF Reporte | - Ayane 14' (pen.) - El Chad 68' - Chebbak 84' (pen.) | Árbitra: Vincentia Amedome     | Árbitra: Vincentia Amedome |

| 8 de julio de 2022 | Marruecos            | 1:0 (0:0)                | Senegal | Estadio Moulay Abdellah, Rabat |                          |
| 21:00 (UTC±0)      | - Chebbak 55' (pen.) | FIFA Reporte CAF Reporte |         | Árbitra: Akhona Makalima       | Árbitra: Akhona Makalima |

| 8 de julio de 2022 | Burkina Faso            | 2:2 (2:2)                | Uganda                        | Estadio Mohammed V, Casablanca |                              |
| 21:00 (UTC±0)      | - Congo 35' - Kabré 41' | FIFA Reporte CAF Reporte | - Kunihira 8' - Nabweteme 38' | Árbitra: Ndidi Patience Madu   | Árbitra: Ndidi Patience Madu |

### Grupo B
| Equipo  | Pts. | PJ | PG | PE | PP | GF | GC | Dif. |
| ------- | ---- | -- | -- | -- | -- | -- | -- | ---- |
| Zambia  | 7    | 3  | 2  | 1  | 0  | 5  | 1  | +4   |
| Camerún | 5    | 3  | 1  | 2  | 0  | 3  | 1  | +2   |
| Túnez   | 3    | 3  | 1  | 0  | 2  | 4  | 4  | 0    |
| Togo    | 1    | 3  | 0  | 1  | 2  | 3  | 9  | -6   |

| 3 de julio de 2022                                                                                        | Camerún | 0:0                      | Zambia | Estadio Mohammed V, Casablanca |                            |
| 18:00 (UTC±0)                                                                                             |         | FIFA Reporte CAF Reporte |        | Árbitra: Aïssata Boudy Lam     | Árbitra: Aïssata Boudy Lam |
| La árbitra principal fue reemplazada, debido a una lesión, por la 4.ª árbitra Lidya Tafesse al minuto 64. |         |                          |        |                                |                            |

| 3 de julio de 2022 | Túnez                                               | 4:1 (2:1)                | Togo                 | Estadio Mohammed V, Casablanca |                               |
| 21:00 (UTC±0)      | - Houij 1' - Ellouzi 12', 60' - Amouklou 71' (a.g.) | FIFA Reporte CAF Reporte | Gnintegma 22' (pen.) | Árbitra: Antsino Twanyanyukwa  | Árbitra: Antsino Twanyanyukwa |

| 6 de julio de 2022 | Zambia         | 1:0 (0:0)                | Túnez | Estadio Mohammed V, Casablanca |                      |
| 18:00 (UTC±0)      | Chitundu 90+2' | FIFA Reporte CAF Reporte |       | Árbitra: Maria Rivet           | Árbitra: Maria Rivet |

| 6 de julio de 2022 | Togo                | 1:1 (1:1)                | Camerún     | Estadio Mohammed V, Casablanca |                       |
| 21:00 (UTC±0)      | Woedikou 28' (pen.) | FIFA Reporte CAF Reporte | Johnson 38' | Árbitra: Zomadre Kore          | Árbitra: Zomadre Kore |

| 9 de julio de 2022 | Camerún                | 2:0 (1:0)                | Túnez | Estadio Mohammed V, Casablanca |                        |
| 21:00 (UTC±0)      | - Abam 3' - Nchout 90' | FIFA Reporte CAF Reporte |       | Árbitra: Lidya Tafesse         | Árbitra: Lidya Tafesse |

| 9 de julio de 2022 | Zambia                                        | 4:1 (3:1)                | Togo         | Estadio Moulay Hassan, Rabat |                          |
| 21:00 (UTC±0)      | - Chanda 15', 60' - I. Lungu 21' - Mapepa 41' | FIFA Reporte CAF Reporte | Woedikou 35' | Árbitra: Shamira Nabadda     | Árbitra: Shamira Nabadda |

### Grupo C
| Equipo    | Pts. | PJ | PG | PE | PP | GF | GC | Dif. |
| --------- | ---- | -- | -- | -- | -- | -- | -- | ---- |
| Sudáfrica | 9    | 3  | 3  | 0  | 0  | 6  | 2  | +4   |
| Nigeria   | 6    | 3  | 2  | 0  | 1  | 7  | 2  | +5   |
| Botsuana  | 3    | 3  | 1  | 0  | 2  | 4  | 5  | -1   |
| Burundi   | 0    | 3  | 0  | 0  | 3  | 3  | 11 | -8   |

| 4 de julio de 2022 | Nigeria       | 1:2 (0:0)                | Sudáfrica                     | Estadio Moulay Hassan, Rabat |                           |
| 18:00 (UTC±0)      | Ajibade 90+2' | FIFA Reporte CAF Reporte | - Seoposenwe 61' - Magaia 63' | Árbitra: Bouchra Karboubi    | Árbitra: Bouchra Karboubi |

| 4 de julio de 2022 | Burundi              | 2:4 (0:1)                | Botsuana                                            | Estadio Moulay Hassan, Rabat |                    |
| 21:00 (UTC±0)      | - Niyonkuru 52', 81' | FIFA Reporte CAF Reporte | - Dithebe 43' - Radiakanyo 47' - Tholakele 55', 60' | Árbitra: Mame Faye           | Árbitra: Mame Faye |

| 7 de julio de 2022 | Sudáfrica                                        | 3:1 (2:1)                | Burundi     | Estadio Moulay Hassan, Rabat  |                               |
| 18:00 (UTC±0)      | - Kgatlana 20' - Motau 32' - Motlhalo 54' (pen.) | FIFA Reporte CAF Reporte | Uwimana 30' | Árbitra: Shahenda El-Maghrabi | Árbitra: Shahenda El-Maghrabi |

| 7 de julio de 2022 | Botsuana | 0:2 (0:1)                | Nigeria                     | Estadio Moulay Hassan, Rabat |                         |
| 21:00 (UTC±0)      |          | FIFA Reporte CAF Reporte | - Onumonu 21' - Ucheibe 48' | Árbitra: Letticia Viana      | Árbitra: Letticia Viana |

| 10 de julio de 2022 | Sudáfrica  | 1:0 (0:0)                | Botsuana | Estadio Moulay Abdellah, Rabat |                          |
| 21:00 (UTC±0)       | Majiya 80' | FIFA Reporte CAF Reporte |          | Árbitra: Dorsaf Ganouati       | Árbitra: Dorsaf Ganouati |

| 10 de julio de 2022 | Nigeria                                         | 4:0 (3:0)                | Burundi | Estadio Moulay Hassan, Rabat |                           |
| 21:00 (UTC±0)       | - Ajibade 25' (pen.) - Efih 28' - Kanu 29', 46' | FIFA Reporte CAF Reporte |         | Árbitra: Fatima El Ajjani    | Árbitra: Fatima El Ajjani |

### Mejores terceros
| Equipo       | Grp. | Pts. | PJ | PG | PE | PP | GF | GC | Dif. |
| ------------ | ---- | ---- | -- | -- | -- | -- | -- | -- | ---- |
| Túnez        | B    | 3    | 3  | 1  | 0  | 2  | 4  | 4  | 0    |
| Botsuana     | C    | 3    | 3  | 1  | 0  | 2  | 4  | 5  | -1   |
| Burkina Faso | A    | 1    | 3  | 0  | 1  | 2  | 2  | 4  | -2   |

## Fase de eliminatorias

### Cuadro de desarrollo
|  | Cuartos de final | Cuartos de final |                |       | Semifinales  | Semifinales  |  |  | Final | Final |
|  |                  |                  |                |       |              |              |  |  |       |       |
|  |                  |                  |                |       |              |              |  |  |       |       |
|  |                  |                  |                |       |              |              |  |  |       |       |
|  | Marruecos        | 2                |                |       |              |              |  |  |       |       |
|  | Marruecos        | 2                |                |       |              |              |  |  |       |       |
|  | Botsuana         | 1                |                |       |              |              |  |  |       |       |
|  | Botsuana         | 1                | Marruecos (p.) | 1 (5) |              |              |  |  |       |       |
|  |                  |                  | Marruecos (p.) | 1 (5) |              |              |  |  |       |       |
|  |                  | Nigeria          | 1 (4)          |       |              |              |  |  |       |       |
|  | Camerún          | Nigeria          | 1 (4)          | 0     |              |              |  |  |       |       |
|  | Camerún          |                  |                | 0     |              |              |  |  |       |       |
|  | Nigeria          | 1                |                |       |              |              |  |  |       |       |
|  | Nigeria          | 1                | Marruecos      | 1     |              |              |  |  |       |       |
|  |                  |                  | Marruecos      | 1     |              |              |  |  |       |       |
|  |                  | Sudáfrica        | 2              |       |              |              |  |  |       |       |
|  | Zambia (p.)      | Sudáfrica        | 2              | 1 (4) |              |              |  |  |       |       |
|  | Zambia (p.)      |                  |                | 1 (4) |              |              |  |  |       |       |
|  | Senegal          | 1 (2)            |                |       |              |              |  |  |       |       |
|  | Senegal          | 1 (2)            | Zambia         | 0     |              |              |  |  |       |       |
|  |                  |                  | Zambia         | 0     |              |              |  |  |       |       |
|  |                  | Sudáfrica        | 1              |       | Tercer lugar | Tercer lugar |  |  |       |       |
|  | Sudáfrica        | Sudáfrica        | 1              | 1     | Tercer lugar | Tercer lugar |  |  |       |       |
|  | Sudáfrica        |                  |                | 1     |              |              |  |  |       |       |
|  | Túnez            | 0                |                |       |              |              |  |  |       |       |
|  | Túnez            | 0                | Nigeria        | 0     |              |              |  |  |       |       |
|  |                  |                  |                |       |              |              |  |  |       |       |
|  | Zambia           | 1                |                |       |              |              |  |  |       |       |
|  | Zambia           | 1                |                |       |              |              |  |  |       |       |

### Cuartos de final
| 13 de julio de 2022 | Zambia                                      | 1:1 (1:1, 0:0) (t. s.)(4:2 p.) | Senegal                          | Estadio Mohammed V, Casablanca |                           |
| 18:00 (UTC±0)       | Chitundu 70'                                | FIFA Reporte CAF Reporte       | N. Ndiaye 61'                    | Árbitra: Bouchra Karboubi      | Árbitra: Bouchra Karboubi |
|                     |                                             | Tiros desde el punto penal     |                                  |                                |                           |
|                     | - Chanda - Zulu - I. Lungu - Mweemba - Nali |                                | - Fall - Diop - Baldé - Diakhaté |                                |                           |

| 13 de julio de 2022 | Marruecos                 | 2:1 (1:1)                | Botsuana   | Estadio Moulay Abdellah, Rabat |                            |
| 21:00 (UTC±0)       | - Mssoudy 3' - Mrabet 59' | FIFA Reporte CAF Reporte | Dithebe 7' | Árbitra: Vincentia Amedome     | Árbitra: Vincentia Amedome |

| 14 de julio de 2022 | Camerún | 0:1 (0:0)                | Nigeria     | Estadio Mohammed V, Casablanca |                          |
| 18:00 (UTC±0)       |         | FIFA Reporte CAF Reporte | Ajibade 56' | Árbitra: Akhona Makalima       | Árbitra: Akhona Makalima |

| 14 de julio de 2022 | Sudáfrica      | 1:0 (1:0)                | Túnez | Estadio Moulay Hassan, Rabat |                            |
| 21:00 (UTC±0)       | Seoposenwe 14' | FIFA Reporte CAF Reporte |       | Árbitra: Salima Mukansanga   | Árbitra: Salima Mukansanga |

### Semifinales
| 18 de julio de 2022 | Zambia | 0:1 (0:0)                | Sudáfrica             | Estadio Mohammed V, Casablanca |                        |
| 18:00 (UTC±0)       |        | FIFA Reporte CAF Reporte | Motlhalo 90+4' (pen.) | Árbitra: Lidya Tafesse         | Árbitra: Lidya Tafesse |

| 18 de julio de 2022 | Marruecos                                       | 1:1 (1:1, 0:0) (t. s.)(5:4 p.) | Nigeria                                        | Estadio Moulay Abdellah, Rabat |                      |
| 21:00 (UTC±0)       | Mssoudy 66'                                     | FIFA Reporte CAF Reporte       | Mrabet 62' (a.g.)                              | Árbitra: Maria Rivet           | Árbitra: Maria Rivet |
|                     |                                                 | Tiros desde el punto penal     |                                                |                                |                      |
|                     | - Mrabet - Chebbak - Redouani - El Chad - Ayane |                                | - Chikwelu - Onumonu - Otu - Plumptre - Monday |                                |                      |

### Tercer puesto
| 22 de julio de 2022 | Nigeria | 0:1 (0:1)                | Zambia              | Estadio Mohammed V, Casablanca |                            |
| 21:00 (UTC±0)       |         | FIFA Reporte CAF Reporte | Nnadozie 29' (a.g.) | Árbitra: Vincentia Amedome     | Árbitra: Vincentia Amedome |

### Final
| 23 de julio de 2022 | Marruecos | 1:2 (0:0)                | Sudáfrica       | Estadio Moulay Abdellah, Rabat |                            |
| 21:00 (UTC±0)       | Ayane 80' | FIFA Reporte CAF Reporte | Magaia 63', 71' | Árbitra: Salima Mukansanga     | Árbitra: Salima Mukansanga |

|                               |
| Bandera de Sudáfrica          |
| Campeón Sudáfrica 1.er título |

## Repesca
Los equipos que no lograron avanzar de Cuartos de final disputaron la repesca de la CAF a partido único, los 2 ganadores obtuvieron un boleto a la Repesca intercontinental para la Copa Mundial Femenina de 2023.
| Equipo 1 | Resultado    | Equipo 2 |
| -------- | ------------ | -------- |
| Botsuana | 0–1          | Camerún  |
| Senegal  | 0–0 (4–2 p.) | Túnez    |

| 17 de julio de 2022 | Senegal                                  | 0:0 (4:2 p.)               | Túnez                             | Estadio Mohammed V, Casablanca |                         |
| 18:00               |                                          | FIFA Reporte CAF Reporte   |                                   | Árbitra: Letticia Viana        | Árbitra: Letticia Viana |
|                     |                                          | Tiros desde el punto penal |                                   |                                |                         |
|                     | - Diop - Diallo - Sow - N. Ndiaye - Fall |                            | - Ellouzi - Houij - Ayadi - Aouni |                                |                         |

| 17 de julio de 2022 | Botsuana | 0:1 (0:1)                | Camerún      | Estadio Moulay Hassan, Rabat |                          |
| 21:00               |          | FIFA Reporte CAF Reporte | Nchout 45+1' | Árbitra: Suavis Iratunga     | Árbitra: Suavis Iratunga |

## Estadísticas

### Tabla general
| Equipo | Equipo       | Pts | PJ | PG | PE | PP | GF | GC | Dif | Rend  |
| ------ | ------------ | --- | -- | -- | -- | -- | -- | -- | --- | ----- |
| 1      | Sudáfrica    | 18  | 6  | 6  | 0  | 0  | 10 | 3  | +7  | 100%  |
| 2      | Marruecos    | 13  | 6  | 4  | 1  | 1  | 9  | 5  | +4  | 72,2% |
| 3      | Zambia       | 11  | 6  | 3  | 2  | 1  | 7  | 3  | +4  | 61,1% |
| 4      | Nigeria      | 10  | 6  | 3  | 1  | 2  | 9  | 4  | +5  | 55,5% |
| 5      | Camerún      | 8   | 5  | 2  | 2  | 1  | 4  | 2  | +2  | 53,3% |
| 5      | Senegal      | 8   | 5  | 2  | 2  | 1  | 4  | 2  | +2  | 53,3% |
| 7      | Túnez        | 4   | 5  | 1  | 1  | 3  | 4  | 5  | -1  | 26,6% |
| 8      | Botsuana     | 3   | 5  | 1  | 0  | 4  | 5  | 8  | -3  | 20,0% |
| 9      | Burkina Faso | 1   | 3  | 0  | 1  | 2  | 2  | 4  | -2  | 11,1% |
| 10     | Uganda       | 1   | 3  | 0  | 1  | 2  | 3  | 7  | -4  | 11,1% |
| 11     | Togo         | 1   | 3  | 0  | 1  | 2  | 3  | 9  | -6  | 11,1% |
| 12     | Burundi      | 0   | 3  | 0  | 0  | 3  | 3  | 11 | -8  | 0%    |

### Goleadoras
| Jugadora            | Selección | Goles | Asist. | Min. |
| ------------------- | --------- | ----- | ------ | ---- |
| Rasheedat Ajibade   | Nigeria   | 3     | 1      | 386  |
| Ghizlane Chebbak    | Marruecos | 3     | 1      | 570  |
| Hildah Magaia       | Sudáfrica | 3     | 0      | 195  |
| Refilwe Tholakele   | Botsuana  | 2     | 1      | 440  |
| Ajara Nchout        | Camerún   | 2     | 1      | 450  |
| Jermaine Seoposenwe | Sudáfrica | 2     | 1      | 470  |
| Grace Chanda        | Zambia    | 2     | 1      | 570  |
| Uchenna Kanu        | Nigeria   | 2     | 0      | 227  |
| Sandrine Niyonkuru  | Burundi   | 2     | 0      | 265  |
| Mafille Woedikou    | Togo      | 2     | 0      | 270  |
| Keitumetse Dithebe  | Botsuana  | 2     | 0      | 304  |
| Nguenar Ndiaye      | Senegal   | 2     | 0      | 344  |
| Sabrine Ellouzi     | Túnez     | 2     | 0      | 385  |
| Avell Chitundu      | Zambia    | 2     | 0      | 387  |
| Sanaâ Mssoudy       | Marruecos | 2     | 0      | 405  |
| Linda Motlhalo      | Sudáfrica | 2     | 0      | 495  |
| Rosella Ayane       | Marruecos | 2     | 0      | 565  |

| Lesego Radiakanyo | Botsuana     | 1 |
| Adama Congo       | Burkina Faso | 1 |
| Adèle Kabré       | Burkina Faso | 1 |
| Aniella Uwimana   | Burundi      | 1 |
| Michaela Abam     | Camerún      | 1 |
| Estelle Johnson   | Camerún      | 1 |
| Nesryne El Chad   | Marruecos    | 1 |
| Yasmin Mrabet     | Marruecos    | 1 |
| Peace Efih        | Nigeria      | 1 |
| Ifeoma Onumonu    | Nigeria      | 1 |
| Christy Ucheibe   | Nigeria      | 1 |
| Ndeye Diakhaté    | Senegal      | 1 |
| Korka Fall        | Senegal      | 1 |
| Thembi Kgatlana   | Sudáfrica    | 1 |
| Nthabiseng Majiya | Sudáfrica    | 1 |
| Amogelang Motau   | Sudáfrica    | 1 |
| Odette Gnintegma  | Togo         | 1 |
| Mariem Houij      | Túnez        | 1 |
| Sumaya Komuntale  | Uganda       | 1 |
| Margret Kunihira  | Uganda       | 1 |
| Sandra Nabweteme  | Uganda       | 1 |
| Ireen Lungu       | Zambia       | 1 |
| Siomara Mapepa    | Zambia       | 1 |

## Clasificadas alMundial de Australia/Nueva Zelanda 2023
Los siguientes cuatro equipos de la CAF se clasificarán para la Copa Mundial Femenina de la FIFA 2023. Dos equipos más pueden clasificarse a través de los play-offs entre confederaciones.
| Bandera de Zambia                                      | Bandera de Marruecos                                   | Bandera de Nigeria                                     | Bandera de Sudáfrica                                   |
| Zambia                                                 | Marruecos                                              | Nigeria                                                | Sudáfrica                                              |
| Semifinalista de la Copa Africana de Naciones Femenina | Semifinalista de la Copa Africana de Naciones Femenina | Semifinalista de la Copa Africana de Naciones Femenina | Semifinalista de la Copa Africana de Naciones Femenina |
|                                                        |                                                        |                                                        |                                                        |
| Clasificado:13/7/22                                    | Clasificado:13/7/22                                    | Clasificado:14/7/22                                    | Clasificado:14/7/22                                    |

## Premios
| Premio             |  | Jugadora                                         | Selección                   |
| ------------------ |  | ------------------------------------------------ | --------------------------- |
| Mejor jugadora     |  | Ghizlane Chebbak                                 | Marruecos                   |
| Mejor guardameta   |  | Andile Dlamini                                   | Sudáfrica                   |
| Máximas goleadoras |  | Rasheedat Ajibade Ghizlane Chebbak Hildah Magaia | Nigeria Marruecos Sudáfrica |

| Premio                           |  | Selección |
| -------------------------------- |  | --------- |
| Premio al Juego Limpio de la CAF |  | Sudáfrica |

### Equipo estelar
| Portera        | Defensoras                                                    | Mediocampistas                             | Delanteras                                            |
| -------------- | ------------------------------------------------------------- | ------------------------------------------ | ----------------------------------------------------- |
| Andile Dlamini | Zineb Redouani Osinachi Ohale Bambanani Mbane Margaret Belemu | Ghizlane Chebbak Grace Chanda Refiloe Jane | Fatima Tagnaout Jermaine Seoposenwe Rasheedat Ajibade |